# Molophilus marriwirra
Molophilus marriwirra là một loài ruồi trong họ Limoniidae. Chúng phân bố ở miền Australasia.